# Albuca canadensis
Albuca canadensis là một loài thực vật có hoa trong họ Măng tây. Loài này được (L.) F.M.Leight. mô tả khoa học đầu tiên năm 1948.